# Idesheim
Idesheim ist eine Ortsgemeinde im Eifelkreis Bitburg-Prüm in Rheinland-Pfalz. Sie gehört der Verbandsgemeinde Bitburger Land an.

## Geographie
Die Ortschaft liegt in der Südwesteifel, ca. 15 km südlich der Kreisstadt Bitburg. Im Süden bildet die Gemeindegrenze zugleich die Grenze zwischen dem Eifelkreis Bitburg-Prüm und dem Landkreis Trier-Saarburg. Von dem 6,72 km² großen Gemeindegebiet wird mit 74 % ein vergleichsweise großer Anteil landwirtschaftlich genutzt, nur 18 % sind von Wald bestanden. Ein Kilometer westlich von Idesheim verläuft die Bundesstraße 51, die unter anderem nach Bitburg führt. Zu Idesheim gehört auch der Wohnplatz Hofgarten.

## Geschichte

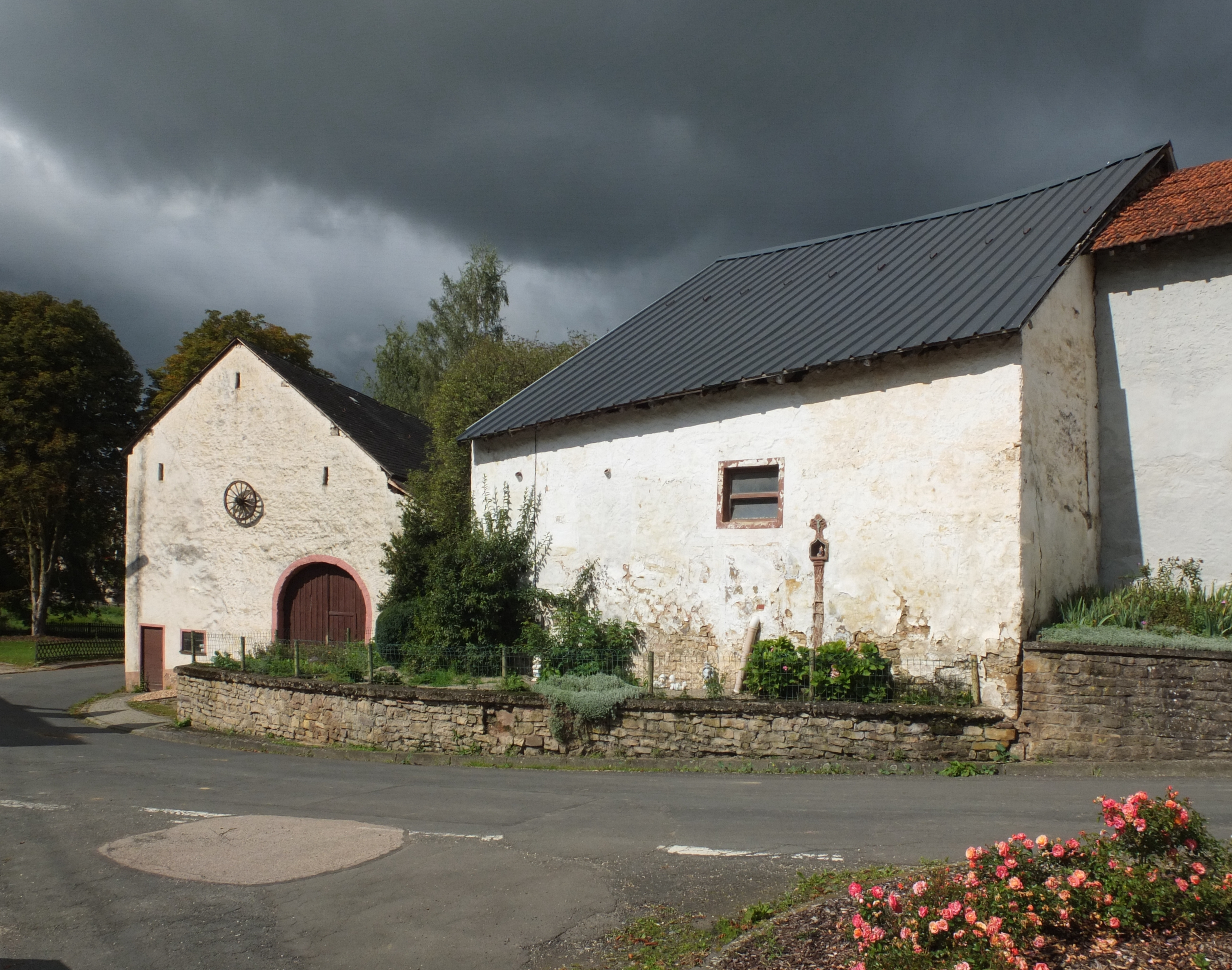
Hauptstraße 20

Die Besiedelung des Idesheimer Gemeindegebietes hat schon sehr früh stattgefunden. Darauf weisen zahlreiche steinzeitliche Funde und römerzeitliche Siedlungsreste in den Flurnamen Bei der Buch, Königsberg, Jeich und Hühnerbach hin. Ferner wurden zahlreiche Hügelgräber nördlich des Ortes entdeckt. Bekannt sind zwei Nekropolen mit jeweils 58 Gräbern sowie eine Grabhügelgruppe von acht Gräbern. Die Zeitstellung ist ungeklärt.
Die erste urkundliche Erwähnung als „Adinesheim“ fand im Jahre 844 in einer Tauschurkunde zwischen dem Kloster Prüm und Graf Sigard statt. Nach 1794 ging der bis dahin zum kurtrierischen Amt Welschbillig gehörende Ort an die Mairie Idenheim, die später in die Bürgermeisterei Idenheim überging. Letztere kam 1930 zum Amt Bitburg-Land, das 1970 mit weiteren Ämtern zur Verbandsgemeinde Bitburg-Land zusammengelegt wurde, der Idesheim seitdem angehört.
Im Jahr 1625 wurden in Idesheim Ort 15 Haushalte gezählt, bis 1653 war diese Zahl auf nur noch 8 abgesunken. Im Gegensatz zu einigen anderen Eifelorten ist die Einwohnerzahl seit Ende des 18. Jahrhunderts stark angestiegen. 1787 wurden noch 155 Einwohner verzeichnet, 1895 bevölkerten den Ort schon 285 Einwohner. Seit den 1930er Jahren bewegt sich die Zahl nur noch geringfügig und schwankt um die 400-Einwohner-Grenze.
Bevölkerungsentwicklung
Die Entwicklung der Einwohnerzahl von Idesheim, die Werte von 1871 bis 1987 beruhen auf Volkszählungen:
| Jahr | Einwohner |
| ---- | --------- |
| 1815 | 192       |
| 1835 | 232       |
| 1871 | 275       |
| 1905 | 363       |
| 1939 | 430       |
| 1950 | 407       |
| 1961 | 423       |

| Jahr | Einwohner |
| ---- | --------- |
| 1970 | 431       |
| 1987 | 400       |
| 1997 | 418       |
| 2005 | 399       |
| 2011 | 411       |
| 2017 | 401       |

## Politik

### Gemeinderat
Der Gemeinderat in Idesheim besteht aus acht Ratsmitgliedern, die bei der Kommunalwahl am 9. Juni 2024 in einer Mehrheitswahl gewählt wurden, und dem ehrenamtlichen Ortsbürgermeister als Vorsitzendem.

### Bürgermeister
Werner Kreinz wurde am 15. August 2019 Ortsbürgermeister von Idesheim. Bei der Direktwahl am 26. Mai 2019 war er mit einem Stimmenanteil von 88,26 % gewählt worden. Bei der Direktwahl am 9. Juni 2024 wurde er als einziger Bewerber mit 85,2 % für weitere fünf Jahre wiedergewählt.
Der Vorgänger von Kreinz, Klaus Idesheim, hatte das Amt von 2004 bis 2019 ausgeübt.

### Wappen
| Wappen von Idesheim |
| Wappenbegründung: Symbol für die Kirchen- und Ortspatronin, die heilige Apollonia, ist die Zange im Schildhaupt, während die Kriegergedächtniskapelle im unteren Schildteil dargestellt ist. |

## Sehenswürdigkeiten
Die katholische Filialkirche St. Appolonia besteht u. a. aus dem 1717 erbauten Ostturm und dem Kirchenschiff von 1811. Auch die Kriegergedächtniskapelle und zahlreiche Wegekreuze auf dem Idesheimer Gemeindegebiet sind sehenswert. Innerhalb des Ortes sind mehrere alte Wohngebäude in gutem Zustand erhalten.